# 蒂约卢瓦圣安托万
蒂约卢瓦圣安托万（法語：Thieuloy-Saint-Antoine，法語發音：[tjœlwa sɛ̃.t‿ɑ̃twan]）是法国瓦兹省的一个市镇，位于该省西北部，属于博韦区。

## 地理
蒂约卢瓦圣安托万（49°38'3"N, 1°56'46"E）面积2.49 平方千米，位于法国上法蘭西大區瓦兹省，该省份为法国北部内陆省份，北起索姆省，西接厄尔省和滨海塞纳省，南至塞纳-马恩省和瓦兹河谷省，东临埃纳省。
与蒂约卢瓦圣安托万接壤的市镇（或旧市镇、城区）包括：布里奥、桑皮、戈德沙尔、阿卢瓦、圣莫尔。

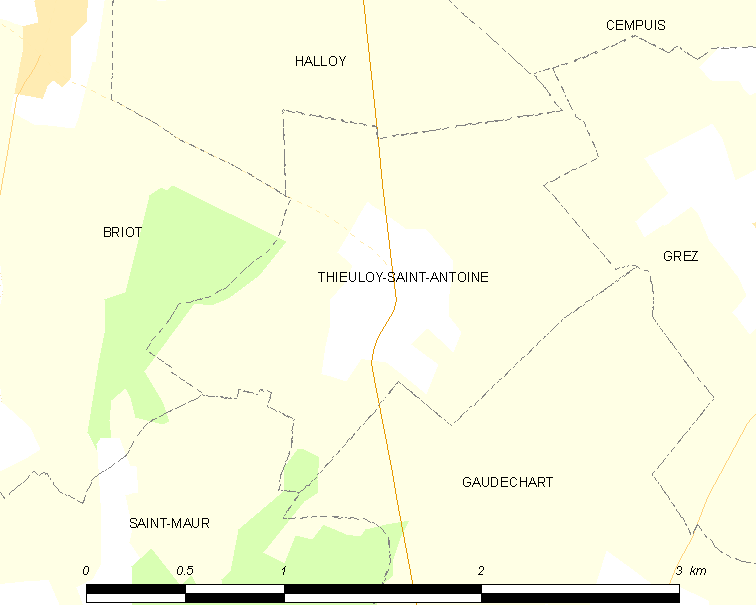
蒂约卢瓦圣安托万的OSM定位图

蒂约卢瓦圣安托万的时区为UTC+01:00、UTC+02:00（夏令时）。

## 行政
蒂约卢瓦圣安托万的邮政编码为60210，INSEE市镇编码为60633。

## 政治
蒂约卢瓦圣安托万所属的省级选区为格朗维利耶县。

## 人口

1962-2008年间蒂约卢瓦圣安托万人口变化图示

蒂约卢瓦圣安托万于2022年1月1日时的人口数量为381人。